# Airbox

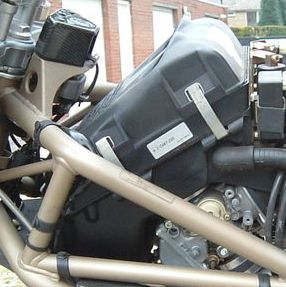
Airbox

De airbox is een vergroot luchtfilterhuis (in feite een overdrukruimte) dat bij moderne luchtinlaten van motorfietsen wordt toegepast, zoals bij:
- Honda: Direct Air Intake (DAI)
- Suzuki: Direct Air Intake System (DAIS) en Suzuki Ram Air Direct (SRAD)
- Yamaha: Fresh Air Intake System  (FAIS)
- Kawasaki: Ram Air Intake System (RAIS)

Het is ook toegepast in sommige auto's, onder meer in de BMW M3 CSL.
Doordat de rijwind met kracht via stuwdrukinlaten in de airbox wordt geperst, ontstaat bij hogere snelheid een overdruk, waardoor meer lucht (en daarmee zuurstof en benzine) in de cilinders van de motor wordt geperst met als gevolg een toename van het motorvermogen.